# Boulevard du Roi Albert II
Pour les articles homonymes, voir Albert II.
Le boulevard du Roi Albert II (en néerlandais : Koning Albert II-laan) est un boulevard bruxellois qui commence sur Bruxelles-ville et Saint-Josse-ten-Noode à la petite Ceinture (boulevard Baudouin et avenue du Boulevard) et qui se termine à la frontière de Bruxelles-ville et de Schaerbeek à l'avenue de l'Héliport, en passant par la rue des Croisades, la rue Frère-Orban, la rue Georges Matheus, la rue des Charbonniers, la rue du Peuple, le boulevard Simon Bolivar, la rue Willem Demol, la place Solvay, la rue Rogier, la rue Jolly, et la rue Glibert.
Il porte le nom du 6e roi des Belges, Albert II. Il s'appelait précédemment boulevard Émile Jacqmain et a changé de nom en 1999.
Ce quartier d’affaires du nord de la capitale est l'espace Nord.
Un tronçon du sentier de grande randonnée GR 12 (Amsterdam-Bruxelles-Paris) passe par le boulevard du Roi Albert II. Ce parcours mène de l'Atomium à la Grand-Place.

## Adresses notables
à Saint-Josse-ten-Noode :

- no 1 : Immeuble Euroclear
- no 5 : Immeuble Henri Conscience
- no 9 : Immeuble North Plaza
- no 19 : Immeuble Phoenix

à Bruxelles-ville :

- nos 6-8-16 : Immeubles North Gate
- no 30 : Cofely Services (GDF Suez)
- no 34 : Tour TBR
- no 44 : Hôtel The Président

à Schaerbeek :

- no 27 : Tours Proximus
- no 33 : North Galaxy Towers
- no 35 : Ellipse building
- no 37 : Tour Zénith